# Love Is The Gift
A Love Is The Gift című dal az amerikai Shanice 2000. október 22-én, és 2001. március 26-án is megjelent kislemeze, mely albumra nem került fel, csupán a The Bouncer videójátékban hallható. A 21 dalt tartalmazó album 2001. március 26-án jelent meg a Tokyopop Soundtraxnál. A dal csupán maxi CD single lemezen jelent meg.

## Megjelenések
CD Single  Polydor – UICE-5002
1. Love Is The Gift (Short Version) 4:17
2. Love Is The Gift (Long Version) 6:34
3. Love Is The Gift (Short Version Instrumental) 4:16
4. Love Is The Gift (Long Version Instrumental) 6:31